# Saison 2014-2015 du FC Porto
Maillots
Chronologie
Saison précédente Saison suivante
À la suite d'une saison peu conforme à leurs habitudes, le FC Porto, pour cette saison 2014-2015, lance une "révolution" au club par l'acquisition d'un nouvel entraîneur Julen Lopetegui.
L'équipementier du club "invicta", à partir de cette année, ne sera plus Nike mais dorénavant Warrior. Le président du club s'est exprimé en évoquant l’esprit guerrier et de conquête de la marque dans la même perspective du club. C'est sur cette idée de "guerrier" que le maillot extérieur du FC Porto a pour motif, un motif camouflage, bien sûr aux couleurs du club.

## Avant Saison

### Transferts
Julen Lopetegui, récemment arrivé au club de Porto, va être un facteur très important dans la mercato estival du club. Ayant entraîné les espoirs U20 d'Espagne entre 2010 et 2014, Julen Lopetegui s'appuie sur ses connaissances lors de ces quatre années pour recruter des jeunes talents comme Óliver Torres, Cristian Tello, José Ángel Valdés, etc.
| Nom                | Nationalité | Poste             | Transfert                     | Provenance/Destination     | Division                          |
| ------------------ | ----------- | ----------------- | ----------------------------- | -------------------------- | --------------------------------- |
| Arrivées           |             |                   |                               |                            |                                   |
| Adrián López       | Espagne     | Attaquant         | 11M€                          | Atlético Madrid            | Liga BBVA                         |
| Bruno Martins Indi | Pays-Bas    | Défenseur         | 7,7M€                         | Feyenoord                  | Eredivisie                        |
| Yacine Brahimi     | Algérie     | Milieu de terrain | 6,5M€                         | Granada CF                 | Liga BBVA                         |
| Vincent Aboubakar  | Cameroun    | Attaquant         | 3M€                           | FC Lorient                 | Ligue 1                           |
| Cristian Tello     | Espagne     | Attaquant         | Prêt (2M€) + option d'achat   | FC Barcelone               | Liga BBVA                         |
| Andrés Fernandez   | Espagne     | Gardien           | 1,6M€                         | CA Osasuna                 | Liga Adelante                     |
| Casemiro           | Brésil      | Milieu            | Prêt (1,5M€) + Option d'achat | Real Madrid                | Liga BBVA                         |
| Óliver Torres      | Espagne     | Milieu            | Prêt + Option d'achat         | Atlético Madrid            | Liga BBVA                         |
| José Ángel         | Espagne     | Défenseur         | Gratuit                       | AS Roma                    | Serie A                           |
| Sami               | Portugal    | Attaquant         | Gratuit                       | Maritimo Funchal           | Liga Zon Sagres                   |
| Ricardo Nunes      | Portugal    | Gardien           | Gratuit                       | Académica                  | Liga Zon Sagres                   |
| Daniel Opare       | Ghana       | Défenseur         | Gratuit                       | Standard de Liège          | Jupiler Pro League                |
| Rúben Neves        | Portugal    | Milieu            | Premier Contrat professionnel | FC Porto U19               | Liga Zon Sagres                   |
| Evandro            | Brésil      | Milieu            | ?                             | Estoril-Praia              | Liga Zon Sagres                   |
| Marko Pavlovski    | Serbie      | Milieu            | ?                             | OFK Belgrade               | Championnat de Serbie de football |
| Rolando            | Portugal    | Défenseur         | Retour de prêt                | Inter Milan                | Serie A                           |
| André Castro       | Portugal    | Milieu            | Retour de prêt                | Kasımpaşa SK               | Süper Lig                         |
| Otávio             | Brésil      | Milieu            | 7M€                           | Internacional Porto Alegre | Brasileirão                       |
| José Campaña       | Espagne     | Milieu            | Prêt                          | Sampdoria Gênes            | Serie A                           |
| Départs            |             |                   |                               |                            |                                   |
| Eliaquim Mangala   | France      | Défenseur         | 30,5M€                        | Manchester City            | Premier League                    |
| Juan Manuel Iturbe | Argentine   | Attaquant         | 15M€                          | Hellas Verona              | Serie A                           |
| Fernando           | Brésil      | Milieu            | 15M€                          | Manchester City            | Premier League                    |
| Steven Defour      | Belgique    | Milieu            | 6M€                           | RCS Anderlecht             | Jupiler Pro League                |
| André Castro       | Portugal    | Milieu            | 3,5M€                         | Kasımpaşa SK               | Süper Lig                         |
| Abdoulaye Ba       | Sénégal     | Défenseur         | Prêt                          | Rayo Vallecano             | Liga BBVA                         |
| Sinan Bolat        | Turquie     | Gardien           | Prêt                          | Galatasaray                | Süper Lig                         |
| Jorge Fucile       | Uruguay     | Défenseur         | Gratuit                       | Nacional Montevideo        | Primera Division Apertura         |
| Silvestre Varela   | Portugal    | Attaquant         | Prêt                          | West Bromwich Albion FC    | Premier League                    |
| Djalma             | Angola      | Attaquant         | Prêt                          | Konyaspor                  | Süper Lig                         |
| Lica               | Portugal    | Attaquant         | Prêt                          | Rayo Vallecano             | Liga BBVA                         |
| Marat Izmaïlov     | Russie      | Attaquant         | Prêt                          | FK Krasnodar               | Championnat de Russie de football |
| Josué              | Portugal    | Milieu            | Prêt                          | Bursaspor                  | Süper Lig                         |
| Sérgio Oliveira    | Portugal    | Milieu            | ?                             | FC Paços de Ferreira       | Liga Zon Sagres                   |
| Tozé               | Portugal    | Milieu            | Prêt                          | Estoril-Praia              | Liga Zon Sagres                   |
| Carlos Eduardo     | Brésil      | Milieu            | Prêt + Option d'achat         | OGC Nice                   | Ligue 1                           |
| Sami               | Guinée      | Attaquant         | Prêt                          | SC Braga                   | Liga Zon Sagres                   |
| Nabil Ghilas       | Algérie     | Attaquant         | Prêt                          | Córdoba CF                 | Liga BBVA                         |

Source: www.transfermarkt.co.uk

### Pré-saison sportive
La pré-saison du FC Porto a été très positive avec six victoires et deux nuls en huit matchs pour 26 buts marqués et seulement 5 buts encaissés. Le meilleur buteur lors de cette pré-saison est le colombien Jackson Martínez (5) suivi du ghanéen Sami (4).
| 1er match      | FC Porto                                                | 9 - 0 | Valadares Gaia | Olival |  |
| 7 juillet 2014 | Josué · Evandro · Ricardo Quaresma · Lica · Lica · Sami |       |                |        |  |
| 7 juillet 2014 | Rapport                                                 |       |                |        |  |

| 2e match        | FC Porto        | 1 - 0 | Club Desportivo das Aves | Olival |  |
| 12 juillet 2014 | Ricardo Pereira |       |                          |        |  |
| 12 juillet 2014 | Rapport         |       |                          |        |  |

| 3e match              | VVV Venlo                             | 2 - 6 | FC Porto | Sportpark Ter Horst |  |
| 16 juillet 2014 17h30 | 38e Randy Wolters · 89e Selman Sevinç | (1-0) | Ken Leemans (c.s.c.) · 63e Kelvin · 68e Ricardo Pereira · 74e Carlos Eduardo · 80e Cristian Tello · 82e Sami |                     |  |
| 16 juillet 2014 17h30 | Rapport                               |       | |                     |  |

| 4e match              | KRC Genk         | 1 - 3 | FC Porto                                  | Cristal Arena           |                         |
| 19 juillet 2014 18h00 | 10e Jelle Vossen | (1-1) | 8e Ricardo Quaresma · 62e Sami · 78e Sami | Arbitrage : Luc Wouters | Arbitrage : Luc Wouters |
| 19 juillet 2014 18h00 | Rapport          |       |                                           | Arbitrage : Luc Wouters | Arbitrage : Luc Wouters |

| 5e match              | FC Porto | 0 - 0 | AS Saint-Étienne | Estádio do Dragão                                  |                                                    |
| 27 juillet 2014 20h00 |          | (0-0) |                  | Spectateurs : 46 211 Arbitrage : Artur Soares Dias | Spectateurs : 46 211 Arbitrage : Artur Soares Dias |
| 27 juillet 2014 20h00 | Rapport  |       |                  | Spectateurs : 46 211 Arbitrage : Artur Soares Dias | Spectateurs : 46 211 Arbitrage : Artur Soares Dias |

| 6e match    | Everton FC          | 1 - 1 | FC Porto             | Goodison Park |  |
| 3 août 2014 | 42e Steven Naismith | (1-0) | 57e Jackson Martínez |               |  |
| 3 août 2014 | Rapport             |       |                      |               |  |

| 7e match          | West Bromwich Albion Football Club | 1 - 3 | FC Porto                                                   | The Hawthorns              |                            |
| 9 août 2014 16h00 | 40e Jonas Olsson                   | (1-1) | 22e Casemiro · 51e Jackson Martínez · 54e Jackson Martínez | Arbitrage : Neil Swarbrick | Arbitrage : Neil Swarbrick |
| 9 août 2014 16h00 | Rapport                            |       |                                                            | Arbitrage : Neil Swarbrick | Arbitrage : Neil Swarbrick |

| 8e match     | FC Porto                              | 3 - 0 | Académica de Coimbra | Olival |  |
| 12 août 2014 | Jackson Martínez · Jackson Martínez · |       |                      |        |  |
| 12 août 2014 | Rapport                               |       |                      |        |  |

## Effectif 2014-2015
Le premier tableau liste l'effectif professionnel du FC Porto pour la saison 2014-2015. Le second recense les prêts effectués par le club lors de cette même saison.

### Joueurs prêtés pour la saison 2014-2015
Le tableau suivant liste les joueurs en prêts pour la saison 2014-2015.
| 38 | G | Drapeau de la Turquie       | Sinan Bolat      | 03/09/1988 (36 ans) | Turquie           | Galatasaray    |
| 11 | M | Drapeau de la Russie        | Marat Izmaïlov   | 21/09/1982 (42 ans) | Russie            | FK Krasnodar   |
| 28 | A | Drapeau de l'Angola         | Djalma Campos    | 30/05/1987 (38 ans) | Angola            | Konyaspor      |
| 15 | D | Drapeau du Sénégal          | Abdoulaye Ba     | 01/01/1991 (34 ans) | Sénégal           | Rayo Vallecano |
| 22 | A | Drapeau du Portugal         | Licá             | 08/09/1988 (36 ans) | Portugal          | Rayo Vallecano |
| 70 | M | Drapeau du Portugal         | Tozé             | 14/01/1993 (32 ans) | Portugal Espoirs  | Estoril-Praia  |
| 30 | M | Drapeau du Portugal         | Josué            | 17/09/1990 (34 ans) | Portugal          | Bursaspor      |
| 20 | M | Drapeau du Portugal         | Pedro Moreira    | 15/03/1989 (36 ans) | Portugal Espoirs  | Rio Ave FC     |
| 27 | A | Drapeau du Portugal         | Silvestre Varela | 02/02/1985 (40 ans) | Portugal          | Parme FC       |
| 3  | M | Drapeau du Brésil           | Carlos Eduardo   | 17/10/1989 (35 ans) | –                 | OGC Nice       |
| 10 | A | Drapeau de la Guinée-Bissau | Leocísio Sami    | 18/12/1988 (36 ans) | Guinée-Bissau     | SC Braga       |
| 14 | A | Drapeau de l'Algérie        | Nabil Ghilas     | 20/04/1990 (35 ans) | Algérie           | Córdoba CF     |
| 13 | A | Drapeau du Brésil           | Kléber           | 02/05/1990 (35 ans) | Brésil            | Estoril-Praia  |
| 92 | D | Drapeau de la Colombie      | Héctor Quiñones  | 17/03/1992 (33 ans) | Colombie - 20 ans | FC Penafiel    |

## Championnat

### Classement
Dernière mise à jour : 26 janvier 2015
| Rang | Équipe        | Pts | J  | G  | N | P  | Bp | Bc | Diff |
| ---- | ------------- | --- | -- | -- | - | -- | -- | -- | ---- |
| 1    | Benfica'T'S   | 46  | 18 | 15 | 1 | 2  | 41 | 8  | +33  |
| 2    | Porto         | 40  | 18 | 12 | 4 | 2  | 42 | 10 | +32  |
| 3    | Sporting      | 39  | 18 | 11 | 6 | 1  | 35 | 14 | +21  |
| 4    | V. Guimarães  | 35  | 18 | 10 | 5 | 3  | 32 | 15 | +17  |
| 5    | Braga         | 31  | 18 | 9  | 4 | 5  | 29 | 13 | +16  |
| 6    | CF Belenenses | 27  | 18 | 7  | 6 | 5  | 17 | 18 | -1   |
| 7    | P. Ferreira   | 26  | 18 | 7  | 5 | 6  | 24 | 24 | 0    |
| 8    | Estoril       | 25  | 18 | 6  | 7 | 5  | 22 | 26 | -4   |
| 9    | Rio Ave       | 24  | 18 | 6  | 6 | 6  | 24 | 24 | 0    |
| 10   | Moreirense P  | 24  | 18 | 6  | 6 | 6  | 17 | 18 | -1   |
| 11   | Marítimo      | 23  | 18 | 7  | 2 | 9  | 22 | 24 | -2   |
| 12   | Nacional      | 21  | 18 | 6  | 3 | 9  | 19 | 25 | -6   |
| 13   | Boavista P    | 19  | 18 | 6  | 1 | 11 | 15 | 31 | -16  |
| 14   | V. Setúbal    | 17  | 18 | 5  | 2 | 11 | 15 | 31 | -16  |
| 15   | Arouca        | 15  | 18 | 4  | 3 | 11 | 10 | 26 | -16  |
| 16   | Académica     | 12  | 18 | 1  | 9 | 8  | 11 | 26 | -15  |
| 17   | Penafiel P    | 12  | 18 | 3  | 3 | 12 | 13 | 35 | -22  |
| 18   | Gil Vicente   | 10  | 18 | 1  | 7 | 10 | 13 | 33 | -20  |

Qualifications européennes
Ligue des champions 2015-2016
- 1er et 2e : Phase de groupes
- 3e : Barrages

Ligue Europa 2015-2016
- 4e : Phase de groupes
- 5e : Barrages
- C  : Troisième tour de qualification

Relégations
- 17e et 18e : Relégation en Segunda Liga 2015-2016

Abréviations
T : Tenant du titre

P : Promu de Liga2 Cabovisão 2013-2014

S : Vainqueur de la Supertaça de Portugal 2014

C : Vainqueur de la Taça de Portugal 2014-2015

L : Vainqueur de la Taça da Liga 2014-2015
Source : ligaportugal.pt.

### Meilleurs buteurs et passeurs
| Pos. (Club) | Pos. (Championnat) | Joueur             | Buts |
| ----------- | ------------------ | ------------------ | ---- |
| 1           | 1                  | Jackson Martínez   | 21   |
| 2           | 12                 | Óliver Torres      | 7    |
| 3           | 24                 | Yacine Brahimi     | 7    |
| 4           | 37                 | Danilo             | 3    |
| 4           | 37                 | Casemiro           | 3    |
| 4           | 37                 | Héctor Herrera     | 3    |
| 4           | 37                 | Ricardo Quaresma   | 3    |
| 8           | 61                 | Bruno Martins Indi | 2    |
| 8           | 61                 | Juan Quintero      | 2    |
| 8           | 61                 | Cristian Tello     | 2    |
| 11          | 97                 | Vincent Aboubakar  | 1    |
| 11          | 97                 | Rúben Neves        | 1    |
| 11          | 97                 | Evandro Goebel     | 1    |
| 11          | 97                 | Alex Sandro        | 1    |

## Coupes nationales

### Coupe du Portugal
Les hommes de Julen Lopetegui affrontent le Sporting CP dès la 3e phase éliminatoire ! Ils se font finalement éliminer chez eux, en perdant 3 à 1 face à leurs rival.
| 3e phase éliminatoire | FC Porto             | 1 - 3 | Sporting CP                                      | Estadio do Dragao                            |                                              |
| 18 octobre 2015       | 35e Jackson Martinez | (1-2) | 31e Marcano (bc) · 39e Nani · 83e André Carrillo | Spectateurs : 36 869 Arbitrage : Jorge Sousa | Spectateurs : 36 869 Arbitrage : Jorge Sousa |

### Coupe de la ligue
Les FC Porto est directement qualifié au troisième tour.

#### Troisième tour
| Pos. | Équipe               | J | V | N | D | BP | BC | Df | Pts |
| ---- | -------------------- | - | - | - | - | -- | -- | -- | --- |
| 1    | FC Porto             | 4 | 3 | 1 | 0 | 9  | 3  | 6  | 10  |
| 2    | SC Braga             | 4 | 2 | 1 | 1 | 5  | 3  | 2  | 7   |
| 3    | Académica de Coimbra | 4 | 2 | 0 | 2 | 5  | 6  | -1 | 6   |
| 3    | CF União             | 4 | 2 | 0 | 2 | 6  | 8  | -2 | 6   |
| 5    | Rio Ave              | 4 | 0 | 0 | 4 | 1  | 6  | -5 | 0   |

Le FCP termine premier de son groupe avec 10 points.

#### Demi-Finale
Porto affronte le CS Maritimo et se fait finalement éliminer de la compétition en perdant 2 à 1 à Madère.

## Compétitions internationales

### Ligue des champions

#### Barrages
Le FC Porto, tête de série des "non champions", affronte donc un club des non tête de série. Le club affronte donc le LOSC aux barrages. Le gagnant des deux est qualifié aux phases de poules de la ligue des champions, le perdant, lui est placé en Ligue Europa
| Match aller        | Lille OSC | 0 - 1 | FC Porto           | Stade Pierre-Mauroy                            |                                                |
| 20 août 2014 20h45 |           | (0-0) | 61e Héctor Herrera | Spectateurs : 43 853 Arbitrage : Björn Kuipers | Spectateurs : 43 853 Arbitrage : Björn Kuipers |
| 20 août 2014 20h45 | Rapport   |       |                    | Spectateurs : 43 853 Arbitrage : Björn Kuipers | Spectateurs : 43 853 Arbitrage : Björn Kuipers |

| Match retour       | FC Porto                                  | 2 - 0 | Lille OSC | Estádio do Dragão                                  |                                                    |
| 26 août 2014 20h45 | 49e Yacine Brahimi · 69e Jackson Martínez | (0-0) |           | Spectateurs : 45 208 Arbitrage : Svein Oddvar Moen | Spectateurs : 45 208 Arbitrage : Svein Oddvar Moen |
| 26 août 2014 20h45 | Rapport                                   |       |           | Spectateurs : 45 208 Arbitrage : Svein Oddvar Moen | Spectateurs : 45 208 Arbitrage : Svein Oddvar Moen |

Le FC Porto se qualifie donc aux barrages de la Ligue des Champions, avec un score total de 3-0.

#### Phases de poules
Dans le chapeau 1 du tirage au sort qui a eu lieu le 28 août 2014, le club évite les grands clubs comme le FC Barcelone, le Real Madrid, le Bayern Munich, Chelsea ou encore l'Atlético Madrid. Le FC Porto tombe dans le groupe H en compagnie du Chakhtar Donetsk, de l'Athletic Bilbao ainsi que le BATE Borisov.
| Rang | Équipe           | Pts | J | G | N | P | Bp | Bc | Diff |  | Résultats (▼ dom., ► ext.) |     |     |     |     |
| ---- | ---------------- | --- | - | - | - | - | -- | -- | ---- |  | -------------------------- | --- | --- | --- | --- |
| 1    | FC Porto         | 14  | 6 | 4 | 2 | 0 | 16 | 4  | +12  |  | FC Porto                   |     | 1-1 | 2-1 | 6-0 |
| 2    | Chakhtar Donetsk | 9   | 6 | 2 | 3 | 1 | 15 | 4  | +11  |  | Chakhtar Donetsk           | 2-2 |     | 0-1 | 5-0 |
| 3    | Athletic Bilbao  | 7   | 6 | 2 | 1 | 3 | 5  | 6  | -1   |  | Athletic Bilbao            | 0-2 | 0-0 |     | 2-0 |
| 4    | BATE Borisov     | 3   | 6 | 1 | 0 | 5 | 2  | 24 | -22  |  | BATE Borisov               | 0-3 | 0-7 | 2-1 |     |

Matchs
| 1ère journée            | FC Porto | 6 - 0 | BATE Borisov | Estádio do Dragão                            |                                              |
| 17 septembre 2014 20H45 | 5e Yacine Brahimi · 32e Yacine Brahimi · 37e Jackson Martínez · 57e Yacine Brahimi · 61e Adrián López · 76e Aboubakar | (3-0) |              | Spectateurs : 35 108 Arbitrage : Bas Nijhuis | Spectateurs : 35 108 Arbitrage : Bas Nijhuis |
| 17 septembre 2014 20H45 | rapport |       |              | Spectateurs : 35 108 Arbitrage : Bas Nijhuis | Spectateurs : 35 108 Arbitrage : Bas Nijhuis |

| 2e journée              | Shakhtar Donetsk                     | 2 - 2 | FC Porto                                    | Donbass Arena                                 |                                               |
| 30 septembre 2014 20H45 | 52e Alex Teixeira · 85e Luiz Adriano | (0-0) | 89e Jackson Martínez · 90e Jackson Martínez | Spectateurs : 33 217 Arbitrage : Cüneyt Çakir | Spectateurs : 33 217 Arbitrage : Cüneyt Çakir |
| 30 septembre 2014 20H45 | rapport                              |       |                                             | Spectateurs : 33 217 Arbitrage : Cüneyt Çakir | Spectateurs : 33 217 Arbitrage : Cüneyt Çakir |

| 3e journée            | FC Porto                                  | 2 - 1 | Athletic Bilbao         | Estádio do Dragão                              |                                                |
| 21 octobre 2014 20H45 | 45e Héctor Herrera · 75e Ricardo Quaresma | (1-0) | 58e Guillermo Fernández | Spectateurs : 38 116 Arbitrage : Damir Skomina | Spectateurs : 38 116 Arbitrage : Damir Skomina |
| 21 octobre 2014 20H45 | rapport                                   |       |                         | Spectateurs : 38 116 Arbitrage : Damir Skomina | Spectateurs : 38 116 Arbitrage : Damir Skomina |

| 4e journée            | Athletic Bilbao | 0 - 2 | FC Porto                                  | Stade San Mamés                              |                                              |
| 5 novembre 2014 20H45 |                 | (0-0) | 55e Jackson Martínez · 73e Yacine Brahimi | Spectateurs : 47 243 Arbitrage : Felix Brych | Spectateurs : 47 243 Arbitrage : Felix Brych |
| 5 novembre 2014 20H45 | rapport         |       |                                           | Spectateurs : 47 243 Arbitrage : Felix Brych | Spectateurs : 47 243 Arbitrage : Felix Brych |

| 5e journée             | BATE Borisov                                                   | 0 - 3 | FC Porto | Borisov Arena                                   |                                                 |
| 25 novembre 2014 18H00 | 56e Héctor Herrera · 65e Jackson Martínez · 89e Cristian Tello | (0-0) |          | Spectateurs : 10 147 Arbitrage : Ovidiu Hațegan | Spectateurs : 10 147 Arbitrage : Ovidiu Hațegan |
| 25 novembre 2014 18H00 | rapport                                                        |       |          | Spectateurs : 10 147 Arbitrage : Ovidiu Hațegan | Spectateurs : 10 147 Arbitrage : Ovidiu Hațegan |

| 6e journée       | FC Porto              | 1 - 1 | Shakhtar Donetsk     | Estádio do Dragão                             |                                               |
| 10 décembre 2014 | 87e Vincent Aboubakar | (0-0) | 51e Taras Stepanenko | Spectateurs : 28 010 Arbitrage : Ruddy Buquet | Spectateurs : 28 010 Arbitrage : Ruddy Buquet |
| 10 décembre 2014 | rapport               |       |                      | Spectateurs : 28 010 Arbitrage : Ruddy Buquet | Spectateurs : 28 010 Arbitrage : Ruddy Buquet |

#### Huitièmes de finale
Au tirage au sort, le club portugais tombe sur les suisses du FC Bâle.Ne décrochant "qu'un nul" au match aller (1-1), le FC Porto écrase son adversaire au match retour, s'imposant sur le score de 4 à 0 à l'.Estádio do Dragão.
| Aller                 | FC Bâle             | 1 - 1 | FC Porto          | St. Jakob-Park                                    |                                                   |
| 18 février 2015 20H45 | 11e Derlis González | (1-0) | 79e Danilo (pen.) | Spectateurs : 34 464 Arbitrage : Mark Clattenburg | Spectateurs : 34 464 Arbitrage : Mark Clattenburg |
| 18 février 2015 20H45 |                     |       |                   | Spectateurs : 34 464 Arbitrage : Mark Clattenburg | Spectateurs : 34 464 Arbitrage : Mark Clattenburg |

| Retour             | FC Porto                                                                       | 4 - 0 | FC Bâle | Estádio do Dragão                               |                                                 |
| 10 mars 2015 20H45 | 14e Yacine Brahimi · 47e Héctor Herrera · 56e Casemiro · 76e Vincent Aboubakar | (1-0) |         | Spectateurs : 43 108 Arbitrage : Jonas Eriksson | Spectateurs : 43 108 Arbitrage : Jonas Eriksson |
| 10 mars 2015 20H45 |                                                                                |       |         | Spectateurs : 43 108 Arbitrage : Jonas Eriksson | Spectateurs : 43 108 Arbitrage : Jonas Eriksson |

#### Quarts de finale
Le club de Porto, affronte un gros d'Europe: le Bayern Munich.
Donné comme perdant avant même le match aller, le FC Porto créer l'exploit et gagne le club allemand sur le score de 3-1 (voir ci-dessous). Le lendemain, ce score fait l'affiche des plus grands journaux européens axant, pour la plupart, sur les erreurs défensives du Bayern Munich
Au match retour, les dragons se font malmenés tout au long du match par une équipe du Bayern déterminé à obtenir la qualification en demi. Les Allemands viennent à bout des Portugais et les écrasent sur le score de 6 à 1. Ce sont donc les hommes de Pep Guardiola qui rejoignent les demi-finales de la Ligue des Champions.
Les hommes de Julen Lopetegui peuvent néanmoins se réjouir de leurs parcours européens. Ils sont en effet parvenus à aller jusqu'au quarts de finale, stade de la compétition qu'ils n'avaient plus atteints depuis 2009.
| Aller               | FC Porto                                                                 | 3 - 1 | Bayern Munich        | Estádio do Dragão                                        |                                                          |
| 15 avril 2015 20H45 | 3e Ricardo Quaresma (pen.) · 10e Ricardo Quaresma · 65e Jackson Martínez | (2-1) | 28e Thiago Alcántara | Spectateurs : 50 092 Arbitrage : Carlos Velasco Carballo | Spectateurs : 50 092 Arbitrage : Carlos Velasco Carballo |
| 15 avril 2015 20H45 |                                                                          |       |                      | Spectateurs : 50 092 Arbitrage : Carlos Velasco Carballo | Spectateurs : 50 092 Arbitrage : Carlos Velasco Carballo |

| Retour              | Bayern Munich                                                                                         | 6 - 1 | FC Porto             | Allianz Arena                                    |                                                  |
| 21 avril 2015 20H45 | 14e Thiago Alcântara · 22e Boateng · 27e Lewandowski · 36e Muller · 40e Lewandowski · 88e Xabi Alonso | (5-0) | 73e Jackson Martinez | Spectateurs : 70 000 Arbitrage : Martin Atkinson | Spectateurs : 70 000 Arbitrage : Martin Atkinson |
| 21 avril 2015 20H45 | |       |                      | Spectateurs : 70 000 Arbitrage : Martin Atkinson | Spectateurs : 70 000 Arbitrage : Martin Atkinson |

### Meilleurs buteurs et passeurs
| Pos. (Club) | Pos. (LDC) | Joueur            | Buts (Tour de qualifications) | Buts (Phase finale) | Total |
| ----------- | ---------- | ----------------- | ----------------------------- | ------------------- | ----- |
| 1           | 4          | Jackson Martínez  | 1                             | 6                   | 7     |
| 2           | 10         | Yacine Brahimi    | 1                             | 5                   | 6     |
| 3           | 18         | Vincent Aboubakar | 0                             | 3                   | 3     |
| 3           | 18         | Héctor Herrera    | 1                             | 2                   | 3     |
| 3           | 18         | Ricardo Quaresma  | 0                             | 3                   | 3     |
| 5           | 66         | Adrián López      | 0                             | 1                   | 1     |
| 5           | 66         | Danilo            | 0                             | 1                   | 1     |
| 5           | 66         | Casemiro          | 0                             | 1                   | 1     |
| 5           | 66         | Cristian Tello    | 0                             | 1                   | 1     |

Source: sports.fr3

## Statistiques

### Bilan de la saison
| Compétition         | Phase en cours                      | Prochain match                                 |  |
| ------------------- | ----------------------------------- | ---------------------------------------------- |  |
| Liga Zon Sagres     | 2e                                  | Denier match : Penafiel FC                     |  |
| Coupe de la ligue   | Éliminé (demi-finale)               | Dernier match: CS Marítimo (2-1) (Demi-finale) |  |
| Ligue des Champions | Quarts de finale                    | Dernier match: Bayern Munich (3-1;6-1;7-4)     |  |
| Coupe du Portugal   | Éliminé (3e phase de qualification) | Dernier match : Sporting CP                    |  |

### Records de la saison
| Record                                        | Équipe | Résultat    |
| --------------------------------------------- | --- | ----------- |
| Plus grande victoire                          | BATE Borissov | 6-0         |
| Plus grande défaite                           | Bayern Munich | 6-1         |
| Match le plus profifique                      | BATE Borissov | 6-0         |
| La plus longue période d'invincibilité (buts) | FC Bâle (79 minutes) Boavista Futebol Clube Sporting Portugal Sporting Braga FC Bâle FC Arouca CD Nacional (62 minutes) | 591 minutes |

- La victoire contre le Moreirense FC au Estádio do Dragão, a permis d’atteindre les 900 victoires en championnat du club (record en Liga ZON Sagres).
- Le 100e but de la saison, a été marqué par Ricardo Quaresma face au Rio Ave Futebol Clube, à l'extérieur.
- Le FC Porto est le club ayant la plus longue période d'invincibilité en Ligue des Champions cette saison (devant Chelsea et le PSG).

### Transferts

#### Les plus dépensiers
| Pos. | Club              | Dépenses | Plus Gros Transfert                     |
| ---- | ----------------- | -------- | --------------------------------------- |
| 1    | Manchester United | 193,55M€ | Ángel Di María (74,95M€; Real Madrid)   |
| 2    | FC Barcelone      | 157M€    | Luis Suárez (81M€; Liverpool)           |
| 3    | Liverpool         | 151M€    | Adam Lallana (31M€; Southampton)        |
| 4    | Real Madrid       | 122,5M€  | James Rodríguez (80M€; AS Monaco)       |
| 17   | FC Porto          | 47,3M€   | Adrián López (11M€; Atlético de Madrid) |
| 24   | SL Benfica        | 38,5M€   | Andreas Samaris (10M€; Olympiakos)      |
| 43   | Sporting Portugal | 17,92M€  | Ryan Gauld (3,75M€; Dundee United)      |

Source: transfermarkt.pt

#### Les plus grosses recettes
| Pos. | Club              | Recettes | Plus Gros Transfert                        |
| ---- | ----------------- | -------- | ------------------------------------------ |
| 1    | Chelsea FC        | 97,01M€  | David Luiz (49,5M€; PSG)                   |
| 2    | Southampton       | 119,53M€ | Adam Lallana (31M€; Liverpool FC)          |
| 3    | SL Benfica        | 116,65M€ | Lazar Marković (25M€; Liverpool)           |
| 4    | Real Madrid       | 113,95M€ | Ángel Di María (74,95M€;Manchester United) |
| 7    | FC Porto          | 92,4M€   | Eliaquim Mangala (40M€; Manchester City)   |
| 24   | Sporting Portugal | 32,2M€   | Marcos Rojo (20M€; Manchester United)      |

Source: transfermarkt.pt

#### Les meilleures plus values
| Pos. | Club                   | Recettes | Dépenses | Plus value |
| ---- | ---------------------- | -------- | -------- | ---------- |
| 1    | SL Benfica             | 116,65M€ | 38,5M€   | 78,15M€    |
| 2    | AS Monaco              | 94,12M€  | 39,75M€  | 54,37M€    |
| 3    | Cruzeiro Esporte Clube | 57,35M€  | 10,6M€   | 46,75M€    |
| 4    | FC Porto               | 92,4M€   | 47,3M€   | 45,10M€    |
| 5    | Southampton            | 123,83M€ | 87,04M€  | 36,79M€    |
| 12   | Sporting Portugal      | 32,2M€   | 11,12M€  | 21,08 M€   |
| 65   | Estoril-Praia          | 5,25M€   | 1M€      | 4,25M€     |

Source: transfermarkt.pt